# Bernhard Otterpohl
Bernhard Otterpohl (* 2. Februar 1881 in Straßburg; † 1963 in München) war ein Kunstmaler und Restaurator.

## Leben
Nach einem Studium an der Kunstakademie München unter anderem bei Martin von Feuerstein und Angelo Jank arbeitete Otterpohl vornehmlich als Maler von religiösen Motiven und Stillleben sowie als Restaurator. Er schulte seine Kenntnisse in mittelalterlicher Malerei durch das Malen zahlreicher exakter Kopien von Werken alter Meister (Tizian, Raffael, Procaccini und viele andere). Schließlich entwickelte er selbst ein Bindemittel, das in seiner chemischen Beschaffenheit demjenigen der alten Meister ebenbürtig war. Verwendung fand dieses Mittel unter anderem bei der Fertigung von Xaver Dietrichs Gemälde Das Heilige Abendmahl am Hochaltar der St. Magdalenenkirche in Straßburg, das nach dem Ersten Weltkrieg fertiggestellt wurde.
Als Restaurator war Otterpohl an zahlreichen historischen Bauwerken tätig. An der Rathausfront in Wasserburg am Inn fertigte er nach Skizzen von Maximilian von Mann die Bilder für die acht Blendnischen, nachdem von der ursprünglichen Bemalung an dem Bau aus dem 15. Jahrhundert kaum noch Spuren vorhanden waren. Um 1938 restaurierte er das Freskobildnis Die Sendlinger Bauernschlacht von Wilhelm Lindenschmit dem Älteren in der alten Sendlinger Kirche St. Margareth. Ebenfalls in diesem Jahr restaurierte er das Hochaltargemälde in der Pfarrkirche St. Martin in Garmisch.
Nach dem Zweiten Weltkrieg sicherte Bernhard Otterpohl die Wandfresken im schwer beschädigten Goldenen Saal des Augsburger Rathauses. Später restaurierte er den akut gefährdeten Bestand an Malerei-Fragmenten im Goldenen Saal, wobei er der Gepflogenheit der Zeit folgend so manche Lücke nach eigenem Empfinden gestaltete. 1954 betreute der Restaurator die Instandsetzung der Fresken im Damenhof des Fuggerhauses.
Bernhard Otterpohl unterhielt Anfang des 20. Jahrhunderts einen künstlerisch-literarischen Zirkel, zu dem auch Ludwig Thoma gehörte. Er war über seine Schwester Maria Otterpohl, eine Schauspielerin, mit dem Kirchenmaler Anton Waller verschwägert Außerdem war er ein Onkel des Tiermalers und Falkners Renz Waller.